# Ce soir, rien de nouveau (film, 1955)
Pour les articles homonymes, voir Ce soir, rien de nouveau.
Pour plus de détails, voir Fiche technique et Distribution.
Ce soir, rien de nouveau (L'ultimo amante) est un film dramatique italien réalisé par Mario Mattoli et sorti en 1955. 
Il s'agit d'un remake de Ce soir, rien de nouveau, un film du même réalisateur sorti en 1942 mettant en vedette Alida Valli.

## Synopsis
La police procède à une rafle de prostituées qui sont amenées au commissariat. Le journaliste Cesare reconnaît parmi ces filles Maria qui, des années auparavant, alors qu'il était dépendant de l'alcool, l'avait sauvé pour disparaître aussitôt. Il décide donc de lui rendre la pareille et tente de changer la vie de la jeune fille, mais le retour de Giorgio, son proxénète, rend toutes ses tentatives vaines.

## Fiche technique
- Titre français : Ce soir, rien de nouveau ou Rien de nouveau ce soir ou Son dernier amant[1]
- Titre italien original : L'ultimo amante[2]
- Réalisateur : Mario Mattoli
- Scénario : Luciano Mattoli, Mario Mattoli, Aldo De Benedetti
- Photographie : Aldo Tonti
- Montage : Roberto Cinquini (it)
- Musique : Giovanni D'Anzi, Achille Longo
- Décors : Flavio Mogherini
- Production : Carlo Ponti, Dino De Laurentiis
- Société de production : Astra Cinematografica
- Pays de production :  Italie
- Langues originales : italien
- Format : Noir et blanc - 1,37:1 - Son mono - 35 mm
- Durée : 98 minutes
- Genre : Drame social
- Dates de sortie :
  - Italie : 3 novembre 1955
  - France : 16 octobre 1956
- Affiche : Pierre Levé (France)

## Distribution
- May Britt : Maria Spanich
- Amedeo Nazzari : Cesare Manti
- Nino Besozzi : Dr. Moriesi
- Elena Altieri : directrice de l'institut
- Ernesto Calindri : directeur du journal
- Frank Latimore : Giorgio
- Mary Martin : invitée de l'institut
- Elli Parvo : Clelia, maîtresse de la pension de famille
- Maria Zanoli : surveillante
- Lina Lancia : chanteuse
- Giuseppe Fortis : infirmier
- Cesarina Gheraldi : invitée de l'institut
- Guido Celano : médecin de garde
- Anna Carena : portier
- Giacomo Furia : nouveau locataire
- Anna Campori : femme du nouveau locataire
- Giovanna Cigoli : la mère de Maria
- Rina Franchetti : tutrice de l'institution
- Winni Riva : invité de l'institut
- Ughetto Bertucci : témoin au poste de police
- Aldo Pini : Nello, le complice
- Achille Majeroni (it) : professeur
- Mimo Billi : commissaire génois
- Oscar Andriani : collègue de Cesare